# Tipsport Premier League 2020
Tipsport Premier League 2020 byl šipkařský turnaj ze série Tipsport Premier League – jednalo se o první ročník v historii. Inspirací pro tento turnaj byla Premier League Darts, turnaj organizovaný šipkařskou profesionální organizací PDC. Nápad na zorganizování turnaje vznikl během pandemie covidu-19.
Vítězem se stal Vítězslav Sedlák, který ve finále porazil 10–6 Alexandra Maška.

## Formát
Formát turnaje je podobný Premier League Darts, turnaji organizovaném šipkařskou profesionální organizací PDC. Výraznou změnou je nemožnost remízy, každý zápas má svého vítěze a poraženého. Zápas začíná rozhozem na střed o to, kdo bude začínat. Jako první na střed hází hráč uvedený v rozpise na prvním místě. Hodnoty rozhozu jsou: 50 – červený střed; 25 – zelený střed; mimo. Pokud oba hráči hodí stejnou hodnotu, hod na střed se opakuje v obráceném pořadí a to až do rozhodnutí. 
Fáze 1: V první fázi soutěže (9 kol) hráči odehrají zápasy každý s každým na 6 vítězných legů. Poslední dva hráči v celkové tabulce na konci fáze 1 ze soutěže vypadávají.
Fáze 2: Ve druhé části (7 kol) se 8 postupujících utká opět každý s každým na 7 vítězných legů. Výsledky z první fáze soutěže se počítají. První 4 hráči v celkové tabulce postoupí do finálového večera.
Playoff: Ve finálové části se utká první se čtvrtým a druhý se třetím po základní části. Vítězové se utkají o titul vítěze Tipsport Premier League 2020. Semifinále i finále se bude hrát na 10 vítězných legů.

## Místa konání
Z důvodu opatření vlády České republiky při celosvětové pandemii covidu-19 hráli všichni účastníci ze svého domova. Hráči měli ve svém domácím prostředí připravenou webkameru, pomocí které bylo možné sledovat každou odhozenou šipku. Hráči po každém hodu nahlásili počet hozených bodů. Diváci ve výsledném obraze viděli najednou oba terče a také aktuální skóre.

## Prize money
První ročník turnaje nezahrnoval pro hráče žádné prize money. Naopak byla součástí ligy charitativní část. Za každou hozenou 180 věnoval partner ročníku, společnost Tipsport, 500 Kč na nákup zdravotnického materiálu (roušek, ventilátorů atd.) pro boj proti korovaviru.

## Hráči
Pro první ročník bylo vybráno 10 českých hráčů, mezi nimi například finalista PDC Mistrovství světa juniorů a JDC Mistrovství světa Adam Gawlas nebo bývalý reprezentant České republiky na PDC World Cup of Darts Pavel Jirkal. Další hráči měli zkušenosti z mezinárodních turnajů. Česká jednička Karel Sedláček figuroval mezi pozvanými, ze smluvních důvodů s PDC se ale turnaje nemohl zúčastnit.
| Obrázek         | Hráč            | Obrázek          | Hráč             |
| --------------- | --------------- | ---------------- | ---------------- |
| Daniel Barbořák | Daniel Barbořák | Michal Ondo      | Michal Ondo      |
| Adam Gawlas     | Adam Gawlas     | David Písek      | David Písek      |
| Pavel Jirkal    | Pavel Jirkal    | David Rosí       | David Rosí       |
| Ondřej Kysilka  | Ondřej Kysilka  | Vítězslav Sedlák | Vítězslav Sedlák |
| Alexander Mašek | Alexander Mašek | Michal Šmejda    | Michal Šmejda    |

## Ligová kola

### 7. dubna – kolo 1
|                                                          | Skóre |                          |
| -------------------------------------------------------- | ----- | ------------------------ |
| Pavel Jirkal (69.10)                                     | 5 – 6 | Michal Šmejda (76.30)    |
| David Rosí (63.40)                                       | 0 – 6 | David Písek (76.40)      |
| Ondřej Kysilka (78.80)                                   | 2 – 6 | Adam Gawlas (80.30)      |
| Michal Ondo (72.60)                                      | 3 – 6 | Vítězslav Sedlák (80.30) |
| Daniel Barbořák (82.90)                                  | 6 – 2 | Alexander Mašek (84.90)  |
| Průměr kola: 76.50                                       |       |                          |
| Nejvyšší zavření: David Písek 112                        |       |                          |
| Nejvíce 180: David Písek, Adam Gawlas a Ondřej Kysilka 2 |       |                          |
| Celkem 180: 8                                            |       |                          |

### 8. dubna – kolo 2
|                                    | Skóre |                        |
| ---------------------------------- | ----- | ---------------------- |
| Alexander Mašek (83.50)            | 6 – 5 | Michal Ondo (82.70)    |
| Daniel Barbořák (73.50)            | 3 – 6 | Adam Gawlas (84.90)    |
| Michal Šmejda (74.50)              | 6 – 0 | David Rosí (64.60)     |
| Vítězslav Sedlák (84.20)           | 6 – 4 | Pavel Jirkal (82.10)   |
| David Písek (79.70)                | 2 – 6 | Ondřej Kysilka (78.70) |
| Průměr kola: 78.84                 |       |                        |
| Nejvyšší zavření: Pavel Jirkal 113 |       |                        |
| Nejvíce 180: Ondřej Kysilka 2      |       |                        |
| Celkem 180: 7                      |       |                        |

### 9. dubna – kolo 3
|                                   | Skóre |                          |
| --------------------------------- | ----- | ------------------------ |
| David Rosí (69.70)                | 2 – 6 | Daniel Barbořák (76.30)  |
| Ondřej Kysilka (81.80)            | 6 – 3 | Alexander Mašek (77.70)  |
| Pavel Jirkal (81.20)              | 6 – 2 | Michal Ondo (71.70)      |
| Adam Gawlas (92.60)               | 6 – 2 | Michal Šmejda (82.30)    |
| David Písek (81.20)               | 6 – 4 | Vítězslav Sedlák (82.70) |
| Průměr kola: 79.72                |       |                          |
| Nejvyšší zavření: Michal Ondo 122 |       |                          |
| Nejvíce 180: Alexander Mašek 4    |       |                          |
| Celkem 180: 10                    |       |                          |

### 15. dubna – kolo 4
|                                                                                             | Skóre |                          |
| ------------------------------------------------------------------------------------------- | ----- | ------------------------ |
| Michal Šmejda (81.20)                                                                       | 6 - 0 | Alexander Mašek (77.80)  |
| David Rosí (74.50)                                                                          | 6 - 5 | Pavel Jirkal (80.20)     |
| Ondřej Kysilka (82.80)                                                                      | 4 – 6 | Michal Ondo (78.30)      |
| David Písek (79.00)                                                                         | 2 – 6 | Daniel Barbořák (86.60)  |
| Adam Gawlas (87.90)                                                                         | 2 – 6 | Vítězslav Sedlák (85.40) |
| Průměr kola: 81.37                                                                          |       |                          |
| Nejvyšší zavření: Vítězslav Sedlák 122                                                      |       |                          |
| Nejvíce 180: Alexander Mašek, David Rosí, Daniel Barbořák, Adam Gawlas a Vítězslav Sedlák 2 |       |                          |
| Celkem 180: 10                                                                              |       |                          |

### 16. dubna – kolo 5
|                                   | Skóre |                         |
| --------------------------------- | ----- | ----------------------- |
| Ondřej Kysilka (73.30)            | 6 – 4 | David Rosí (68.20)      |
| Michal Šmejda (71.80)             | 5 – 6 | Michal Ondo (75.50)     |
| Adam Gawlas (83.30)               | 4 – 6 | Alexander Mašek (82.40) |
| David Písek (89.70)               | 6 – 2 | Pavel Jirkal (75.50)    |
| Vítězslav Sedlák (77.80)          | 4 – 6 | Daniel Barbořák (73.60) |
| Průměr kola: 77.11                |       |                         |
| Nejvyšší zavření: David Písek 129 |       |                         |
| Nejvíce 180: David Písek 3        |       |                         |
| Celkem 180: 7                     |       |                         |

### 22. dubna – kolo 6
|                                               | Skóre |                          |
| --------------------------------------------- | ----- | ------------------------ |
| Michal Ondo (72.60)                           | 6 – 5 | David Písek (77.80)      |
| David Rosí (83.70)                            | 1 – 6 | Adam Gawlas (87.30)      |
| Pavel Jirkal (77.20)                          | 4 – 6 | Ondřej Kysilka (77.30)   |
| Alexander Mašek (88.50)                       | 6 – 4 | Vítězslav Sedlák (83.60) |
| Daniel Barbořák (98.00)                       | 6 – 0 | Michal Šmejda (77.30)    |
| Průměr kola: 82.33                            |       |                          |
| Nejvyšší zavření: Daniel Barbořák 170         |       |                          |
| Nejvíce 180: David Písek a Vítězslav Sedlák 3 |       |                          |
| Celkem 180: 9                                 |       |                          |

### 23. dubna – kolo 7
|                                                     | Skóre |                          |
| --------------------------------------------------- | ----- | ------------------------ |
| Pavel Jirkal (70.80)                                | 4 – 6 | Alexander Mašek (70.80)  |
| Michal Ondo (75.20)                                 | 1 – 6 | Daniel Barbořák (79.80)  |
| Ondřej Kysilka (78.30)                              | 4 – 6 | Michal Šmejda (83.30)    |
| Adam Gawlas (87.00)                                 | 6 – 5 | David Písek (80.30)      |
| David Rosí (62.50)                                  | 1 – 6 | Vítězslav Sedlák (67.50) |
| Průměr kola: 75.55                                  |       |                          |
| Nejvyšší zavření: Pavel Jirkal a Ondřej Kysilka 145 |       |                          |
| Nejvíce 180: Adam Gawlas 2                          |       |                          |
| Celkem 180: 6                                       |       |                          |

### 29. dubna – kolo 8
|                                      | Skóre |                        |
| ------------------------------------ | ----- | ---------------------- |
| Michal Ondo (79.50)                  | 6 – 3 | David Rosí (67.20)     |
| Alexander Mašek (77.90)              | 6 – 5 | David Písek (79.30)    |
| Adam Gawlas (76.80)                  | 6 – 1 | Pavel Jirkal (73.40)   |
| Daniel Barbořák (85.70)              | 6 – 4 | Ondřej Kysilka (81.30) |
| Vítězslav Sedlák (94.20)             | 6 – 4 | Michal Šmejda (91.30)  |
| Průměr kola: 80.66                   |       |                        |
| Nejvyšší zavření: Ondřej Kysilka 133 |       |                        |
| Nejvíce 180: David Písek 3           |       |                        |
| Celkem 180: 9                        |       |                        |

### 30. dubna – kolo 9
|                                    | Skóre |                        |
| ---------------------------------- | ----- | ---------------------- |
| Michal Šmejda (75.50)              | 1 – 6 | David Písek (83.80)    |
| Alexander Mašek (74.10)            | 6 – 2 | David Rosí (63.00)     |
| Michal Ondo (84.00)                | 6 – 4 | Adam Gawlas (83.10)    |
| Vítězslav Sedlák (76.60)           | 3 – 6 | Ondřej Kysilka (78.10) |
| Daniel Barbořák (78.60)            | 4 – 6 | Pavel Jirkal (77.40)   |
| Průměr kola: 77.42                 |       |                        |
| Nejvyšší zavření: Pavel Jirkal 147 |       |                        |
| Nejvíce 180: David Písek 3         |       |                        |
| Celkem 180: 8                      |       |                        |

### 6. května – kolo 10
|                                   | Skóre |                          |
| --------------------------------- | ----- | ------------------------ |
| Ondřej Kysilka (80.40)            | 5 – 7 | Alexander Mašek (83.00)  |
| Daniel Barbořák (79.20)           | 7 – 6 | Michal Ondo (78.50)      |
| Michal Šmejda (82.00)             | 5 – 7 | David Písek (82.40)      |
| Adam Gawlas (84.10)               | 6 – 7 | Vítězslav Sedlák (89.40) |
| Průměr kola: 82.38                |       |                          |
| Nejvyšší zavření: David Písek 118 |       |                          |
| Nejvíce 180: Vítězslav Sedlák 7   |       |                          |
| Celkem 180: 18                    |       |                          |

### 7. května – kolo 11
|                                   | Skóre |                          |
| --------------------------------- | ----- | ------------------------ |
| Adam Gawlas (84.00)               | 7 – 5 | David Písek (87.40)      |
| Michal Šmejda (74.50)             | 7 – 4 | Daniel Barbořák (74.50)  |
| Alexander Mašek (84.10)           | 7 – 6 | Vítězslav Sedlák (87.40) |
| Michal Ondo (79.30)               | 6 – 7 | Ondřej Kysilka (80.60)   |
| Průměr kola: 81.20                |       |                          |
| Nejvyšší zavření: Adam Gawlas 123 |       |                          |
| Nejvíce 180: David Písek 4        |       |                          |
| Celkem 180: 11                    |       |                          |

### 13. května – kolo 12
|                                             | Skóre |                          |
| ------------------------------------------- | ----- | ------------------------ |
| Ondřej Kysilka (82.40)                      | 5 – 7 | Vítězslav Sedlák (84.10) |
| Michal Šmejda (70.20)                       | 7 – 2 | Michal Ondo (69.10)      |
| David Písek (78.60)                         | 4 – 7 | Alexander Mašek (87.00)  |
| Adam Gawlas (94.90)                         | 7 – 1 | Daniel Barbořák (81.30)  |
| Průměr kola: 80.95                          |       |                          |
| Nejvyšší zavření: Vítězslav Sedlák 127      |       |                          |
| Nejvíce 180: Ondřej Kysilka a Adam Gawlas 4 |       |                          |
| Celkem 180: 13                              |       |                          |

### 14. května – kolo 13
|                                   | Skóre |                         |
| --------------------------------- | ----- | ----------------------- |
| Adam Gawlas (84.20)               | 7 – 5 | Michal Ondo (77.90)     |
| Ondřej Kysilka (76.50)            | 3 – 7 | Michal Šmejda (75.10)   |
| Vítězslav Sedlák (83.90)          | 7 – 3 | David Písek (86.50)     |
| Alexander Mašek (86.50)           | 5 – 7 | Daniel Barbořák (83.40) |
| Průměr kola: 81.75                |       |                         |
| Nejvyšší zavření: Adam Gawlas 110 |       |                         |
| Nejvíce 180: Alexander Mašek 3    |       |                         |
| Celkem 180: 9                     |       |                         |

### 20. května – kolo 14
|                                                                             | Skóre |                         |
| --------------------------------------------------------------------------- | ----- | ----------------------- |
| Vítězslav Sedlák (90.70)                                                    | 7 – 4 | Daniel Barbořák (82.20) |
| Adam Gawlas (89.90)                                                         | 7 – 0 | Michal Šmejda (82.80)   |
| David Písek (83.00)                                                         | 7 – 3 | Ondřej Kysilka (77.90)  |
| Alexander Mašek (95.50)                                                     | 7 – 1 | Michal Ondo (86.00)     |
| Průměr kola: 86.00                                                          |       |                         |
| Nejvyšší zavření: Daniel Barbořák 156                                       |       |                         |
| Nejvíce 180: Vítězslav Sedlák, Adam Gawlas, David Písek a Alexander Mašek 3 |       |                         |
| Celkem 180: 15                                                              |       |                         |

### 21. května – kolo 15
|                                              | Skóre |                         |
| -------------------------------------------- | ----- | ----------------------- |
| Michal Šmejda (86.40)                        | 7 – 5 | Alexander Mašek (89.00) |
| Daniel Barbořák (85.30)                      | 4 – 7 | David Písek (87.20)     |
| Vítězslav Sedlák (84.50)                     | 7 – 2 | Michal Ondo (73.30)     |
| Ondřej Kysilka (81.70)                       | 4 – 7 | Adam Gawlas (85.20)     |
| Průměr kola: 84.08                           |       |                         |
| Nejvyšší zavření: Michal Šmejda 132          |       |                         |
| Nejvíce 180: Alexander Mašek a David Písek 3 |       |                         |
| Celkem 180: 13                               |       |                         |

### 27. května – kolo 16
|                                     | Skóre |                        |
| ----------------------------------- | ----- | ---------------------- |
| Michal Ondo (70.90)                 | 2 – 7 | David Písek (82.90)    |
| Vítězslav Sedlák (89.00)            | 7 – 5 | Michal Šmejda (77.10)  |
| Daniel Barbořák (81.20)             | 7 – 1 | Ondřej Kysilka (71.90) |
| Alexander Mašek (79.00)             | 4 – 7 | Adam Gawlas (82.30)    |
| Průměr kola: 79.29                  |       |                        |
| Nejvyšší zavření: Michal Šmejda 160 |       |                        |
| Nejvíce 180: Vítězslav Sedlák 4     |       |                        |
| Celkem 180: 13                      |       |                        |

## Playoff – 28. května
|                                       | Skóre  |                          |
| ------------------------------------- | ------ | ------------------------ |
| Semifinále                            |        |                          |
| Adam Gawlas (81.80)                   | 8 – 10 | Alexander Mašek (81.50)  |
| Vítězslav Sedlák (86.00)              | 10 – 4 | Daniel Barbořák (77.00)  |
| Finále                                |        |                          |
| Alexander Mašek (82.40)               | 6 – 10 | Vítězslav Sedlák (87.00) |
| Průměr večera: 82.62                  |        |                          |
| Nejvyšší zavření: Alexander Mašek 101 |        |                          |
| Nejvíce 180: Vítězslav Sedlák 7       |        |                          |
| Celkem 180: 19                        |        |                          |

## Tabulky

### Celková tabulka
Po prvních 9 kolech vypadli ze soutěže poslední dva hráči. Zbývajících 8 hráčů se v rámci dalších kol opět utkalo každý s každým. První čtyři hráči v celkové tabulce poté postoupili do semifinále, které se hrálo KO systémem. Vítězové ze semifinálových klání se utkali ve finále o titul.
Za vyhrané utkání byl udělován 1 bod, poražený nezískal nic. O pořadí v tabulce a případném postupu rozhodovalo: 
1. Počet bodů
2. Rozdíl +/- legů
3. Počet vyhraných legů proti podání
4. Nejvyšší zahraný průměr v jednom zápase
5. Rozhoz na 9 šipek

| #  | Jméno              | Body | Zápasy | Zápasy | Zápasy | Legy | Legy | Legy | Legy | Statistiky | Statistiky | Statistiky | Statistiky | Statistiky | Statistiky |
| #  | Jméno              | Body | Z      | V      | P      | L+   | L-   | +/-  | LVPP | 100+       | 140+       | 180        | P          | NCh        | Ch%        |
| -- | ------------------ | ---- | ------ | ------ | ------ | ---- | ---- | ---- | ---- | ---------- | ---------- | ---------- | ---------- | ---------- | ---------- |
| 1  | Adam Gawlas Q      | 12   | 16     | 12     | 4      | 94   | 58   | +36  | 35   | 188        | 80         | 25         | 85.14      | 123        | 34.96      |
| 2  | Vítězslav Sedlák Q | 11   | 16     | 11     | 5      | 93   | 70   | +23  | 36   | 210        | 97         | 27         | 83.98      | 127        | 27.51      |
| 3  | Daniel Barbořák Q  | 10   | 16     | 10     | 6      | 81   | 67   | +14  | 33   | 169        | 68         | 14         | 80.73      | 170        | 32.65      |
| 4  | Alexander Mašek Q  | 10   | 16     | 10     | 6      | 83   | 79   | +4   | 31   | 212        | 117        | 24         | 82.42      | 101        | 28.42      |
| 5  | David Písek E      | 8    | 16     | 8      | 8      | 83   | 72   | +11  | 28   | 175        | 74         | 33         | 82.04      | 129        | 34.44      |
| 6  | Michal Šmejda E    | 8    | 16     | 8      | 8      | 74   | 74   | 0    | 28   | 169        | 77         | 8          | 78.54      | 160        | 30.58      |
| 7  | Ondřej Kysilka E   | 6    | 16     | 6      | 10     | 72   | 88   | -16  | 31   | 162        | 85         | 21         | 78.95      | 145        | 25.71      |
| 8  | Michal Ondo E      | 5    | 16     | 5      | 11     | 65   | 94   | -29  | 24   | 177        | 58         | 8          | 76.76      | 132        | 26.21      |
| 9  | Pavel Jirkal E     | 2    | 9      | 2      | 7      | 37   | 46   | -9   | 15   | 121        | 38         | 3          | 76.08      | 147        | 28.68      |
| 10 | David Rosí E       | 1    | 9      | 1      | 8      | 19   | 53   | -34  | 8    | 71         | 22         | 3          | 68.41      | 120        | 18.81      |

(Q) = Kvalifikován do playoff ; (E) = Eliminován ze souboje o playoff

### Souhrn
| Adam Gawlas      | V | V | V | P | P | V | V | V | P | P | V | V | V | V | V | V | P | – |
| Vítězslav Sedlák | V | V | P | V | P | P | V | V | P | V | P | V | V | V | V | V | V | V |
| Daniel Barbořák  | V | P | V | V | V | V | V | V | P | V | P | P | V | P | P | V | P | – |
| Alexander Mašek  | P | V | P | P | V | V | V | V | V | V | V | V | P | V | P | P | V | P |
| David Písek      | V | P | V | P | V | P | P | P | V | V | P | P | P | V | V | V | – | – |
| Michal Šmejda    | V | V | P | V | P | P | V | P | P | P | V | V | V | P | V | P | – | – |
| Ondřej Kysilka   | P | V | V | P | V | V | P | P | V | P | V | P | P | P | P | P | – | – |
| Michal Ondo      | P | P | P | V | V | V | P | V | V | P | P | P | P | P | P | P | – | – |
| Pavel Jirkal     | P | P | V | P | P | P | P | P | V | – | – | – | – | – | – | – | – | – |
| David Rosí       | P | P | P | V | P | P | P | P | P | – | – | – | – | – | – | – | – | – |

### Vývoj umístění
| Hráč             | Fáze 1, kola 1 až 9 | Fáze 1, kola 1 až 9 | Fáze 1, kola 1 až 9 | Fáze 1, kola 1 až 9 | Fáze 1, kola 1 až 9 | Fáze 1, kola 1 až 9 | Fáze 1, kola 1 až 9 | Fáze 1, kola 1 až 9 | Fáze 1, kola 1 až 9 |    | Fáze 2, kola 10 až 16 | Fáze 2, kola 10 až 16 | Fáze 2, kola 10 až 16 | Fáze 2, kola 10 až 16 | Fáze 2, kola 10 až 16 | Fáze 2, kola 10 až 16 | Fáze 2, kola 10 až 16 |
| Hráč             | 1                   | 2                   | 3                   | 4                   | 5                   | 6                   | 7                   | 8                   | 9                   | 10 | 11                    | 12                    | 13                    | 14                    | 15                    | 16                    |                       |
| ---------------- | ------------------- | ------------------- | ------------------- | ------------------- | ------------------- | ------------------- | ------------------- | ------------------- | ------------------- | -- | --------------------- | --------------------- | --------------------- | --------------------- | --------------------- | --------------------- | --------------------- |
| Adam Gawlas      | 2                   | 1                   | 1                   | 3                   | 3                   | 2                   | 2                   | 2                   | 2                   | 3  | 3                     | 2                     | 1                     | 1                     | 1                     | 1                     |                       |
| Vítězslav Sedlák | 4                   | 3                   | 6                   | 4                   | 4                   | 4                   | 3                   | 3                   | 4                   | 4  | 4                     | 4                     | 4                     | 3                     | 2                     | 2                     |                       |
| Daniel Barbořák  | 3                   | 5                   | 2                   | 1                   | 1                   | 1                   | 1                   | 1                   | 1                   | 1  | 1                     | 3                     | 2                     | 4                     | 4                     | 3                     |                       |
| Alexander Mašek  | 9                   | 7                   | 8                   | 9                   | 8                   | 8                   | 6                   | 4                   | 3                   | 2  | 2                     | 1                     | 3                     | 2                     | 3                     | 4                     |                       |
| David Písek      | 1                   | 4                   | 3                   | 6                   | 5                   | 5                   | 7                   | 8                   | 7                   | 5  | 6                     | 7                     | 7                     | 6                     | 6                     | 5                     |                       |
| Michal Šmejda    | 5                   | 2                   | 5                   | 2                   | 2                   | 6                   | 4                   | 5                   | 8                   | 8  | 7                     | 5                     | 5                     | 5                     | 5                     | 6                     |                       |
| Ondřej Kysilka   | 8                   | 6                   | 4                   | 5                   | 6                   | 3                   | 5                   | 6                   | 5                   | 6  | 5                     | 6                     | 6                     | 7                     | 7                     | 7                     |                       |
| Michal Ondo      | 7                   | 9                   | 9                   | 8                   | 7                   | 7                   | 8                   | 7                   | 6                   | 7  | 8                     | 8                     | 8                     | 8                     | 8                     | 8                     |                       |
| Pavel Jirkal     | 6                   | 8                   | 7                   | 7                   | 9                   | 9                   | 9                   | 9                   | 9                   | –  | –                     | –                     | –                     | –                     | –                     | –                     |                       |
| David Rosí       | 10                  | 10                  | 10                  | 10                  | 10                  | 10                  | 10                  | 10                  | 10                  | –  | –                     | –                     | –                     | –                     | –                     | –                     |                       |